# Flygtandspindel
Flygtandspindel (Erigone dentipalpis) är en spindelart som först beskrevs av Karl Friedrich Wider 1834.  Flygtandspindel ingår i släktet Erigone och familjen täckvävarspindlar. Arten är reproducerande i Sverige. Utöver nominatformen finns också underarten E. d. syriaca.